# Acclaim Studios Austin
Acclaim Studios Austin (früher Iguana Entertainment) war ein amerikanischer Computerspielentwickler in Austin, Texas. Das Unternehmen wurde 1991 von Jeff Spangenberg ursprünglich in Santa Clara, Kalifornien, gegründet. Nach dem ersten Erfolg mit Aero the Acro-Bat wurde das Studio 1993 nach Austin verlegt und der britische Entwickler Optimus Software (später Iguana UK) übernommen. Im Januar 1995 wurde Iguana ein Tochterunternehmen des amerikanischen Computerspielpublishers Acclaim Entertainment und erhielt im Oktober desselben Jahres mit Iguana West ein weiteres Tochterstudio. Nach der Entlassung des Studiogründers Spangenberg im Juli 1998 und konzerninternen Umstrukturierungen wurde Iguana Entertainment im Mai 1999 in Acclaim Studios Austin umbenannt. Im August 2004 wurde es geschlossen, einen Monat bevor der Mutterkonzern in die Insolvenz ging und gemäß Chapter 7 liquidiert wurde.

## Geschichte
Vor der Gründung von Iguana Entertainment arbeitete Jeff Spangenberg, der sich das Programmieren selbst beibrachte und für seine anschließende Programmiererkarriere das College abbrach, als Lead Designer für Punk Development, das Entwicklerteam des Publishers RazorSoft. 1991 gründete Spangenberg sein eigenes Studio in Santa Clara, Kalifornien, und stellte 20 Mitarbeiter ein, darunter auch persönliche Freunde. Die Firma hatte zunächst keinen Namen. Laut Development Support Manager Jay Moon hielt Spangenberg zwei Leguane namens Spike und Killer als Haustiere, weshalb sich das Team auf Iguana Entertainment mit Spike und Killer als Firmenmaskottchen einigte. 1992 stießen einige Angestellte von Punk Development zu Iguana als die Geschäftsbeziehung zwischen Punk und RazorSoft beendet wurde. Mit Finanzspritzen der Publisher Sunsoft and Acclaim Entertainment heuerte Iguana 1993 weitere Mitarbeiter an.
Wegen der hohen Lebenshaltungskosten in der San Francisco Bay Area beschlossen Spangenberg und sein Team den Firmensitz zu verlegen. Die Wahl fiel zunächst auf Seattle, Washington, wo auch der Hauptsitz von Nintendo of America lag. Doch als man von Texas’ wachsender Technologiebranche Kenntnis bekam, reisten im Mai 1993 einige Teammitglieder nach Austin, um die Ansiedlungsmöglichkeiten dort zu erkunden. Das Team kehrte mit einem Videoband von Austins Vergnügungsviertel Sixth Street zurück. Mit einer Ausnahme stimmten alle Mitarbeiter für den Umzug nach Austin, der kurz danach vollzogen wurde. Ende des Jahres feierte Iguana einen ersten kommerziellen Erfolg mit dem Titel Aero the Acro-Bat und verwendete die Profite, um das in Stockton-on-Tees ansässige Entwicklerstudio Optimus Software zu übernehmen, das in Iguana UK umbenannt wurde.
Am 21. Dezember 1994 gab der amerikanische Publisher Acclaim die Übernahme von Iguana bekannt. Der Verkauf wurde am 4. Januar 1995 abgeschlossen, Acclaim bezahlte dafür fünf Millionen US-Dollar in bar und weitere, nicht enthüllte Summen in Form von Aktien. Im Oktober 1995 erwarb Acclaim zusätzlich für 30 Millionen Dollar in Aktien das in Salt Lake City ansässige Studio Sculptured Software, das unter dem Namen Iguana West im Dezember 1997 Teil von Iguana wurde. Iguana entwickelte in der Zeit unter Acclaim vor allem Sportsimulationen wie die Reihe NFL Quarterback Club. Größere Bekanntheit erzielte das Studio außerdem mit der Software-Umsetzung der Comicreihe Turok.
Gründer Jeffrey Spangenberg wurde am 8. Juli 1998 als Studioleiter entlassen. Kurz darauf kündigte Acclaim weitere, nicht näher benannte Veränderungen im Studiomanagement an und ordnete die Konzernstruktur neu. Iguana wurde Acclaim Studios unterstrukturiert, einem neuen, dezentralisierten Management für sämtliche Acclaim-Entwicklungsstudios. Die Leitung übernahm der vormalige Iguana-Angestellte Darrin Stubbington. Im Oktober desselben Jahres reichte Spangenberg Klage wegen Vertragsbruch und Betrug gegen Acclaim, Acclaim-Mitgründer Gregory Fischbach und Iguana ein. Spangenberg warf Fischbach vor, ihn im Februar 1998 zum Kauf von Acclaim-Anteilen im Wert von 25.000 Dollar gedrängt und anschließend zum Halten geraten zu haben. Kurz darauf sei er entlassen worden und habe alle Aktienoptionen verloren. Er warf Acclaim weiterhin vor, ihn aus Kostengründen gefeuert zu haben und weil er sich gegen Fischbachs anhaltende Forderungen nach kürzeren Entwicklungszeiten zur Kosteneinsparung gewandt habe. Acclaim habe systematisch Manager aus Gründungszeiten seiner Tochterunternehmen gegen konzerntreue Mitarbeiter ausgewechselt. Der Rechtsstreit wurde mit unbekanntem Ergebnis beigelegt. Spangenberg gründete am 1. Oktober 1999 sein neues Entwicklungsunternehmen Retro Studios.
Im Mai 1999 kündigte Acclaim Studios an, alle im Unternehmensbesitz befindlichen Entwicklungsstudios unter einem Markenlabel zu vereinen. Im Zuge dessen wurden Iguana, Iguana UK und Iguana West umbenannt in Acclaim Studios Austin, Acclaim Studios Teesside und Acclaim Studios Salt Lake City. Als Acclaims Vertrag mit dem größten Geldgeber GMAC Commercial Finance am 20. August 2004 auslief, schloss das Unternehmen am 27. August alle Entwicklungsstudios einschließlich Acclaim Studios Austin, dessen Belegschaft vollständig entlassen wurde. Acclaim selbst beantragte am 1. September beim Insolvenzgericht Central Islip, New York, Insolvenz gemäß Chapter 7 des amerikanischen Insolvenzrechts und wurde liquidiert.
Der Name Iguana Entertainment wurde von den Gründern der Optimus Software, den Brüdern Jason und Darren Falcus, wiederverwendet, als sie 2009 ein neues Studio mit demselben Namen gründeten. Es wurde im Dezember 2011 von Team17 aufgekauft und ins Unternehmen integriert.

## Veröffentlichte Spiele

### Als Iguana Entertainment
| Jahr | Titel                               | Plattform                                                               |
| ---- | ----------------------------------- | ----------------------------------------------------------------------- |
| 1992 | Super High Impact                   | Mega Drive                                                              |
| 1993 | Aero the Acro-Bat                   | Mega Drive, Super Nintendo                                              |
| 1994 | Zero the Kamikaze Squirrel          | Mega Drive, Super Nintendo                                              |
| 1994 | Aero the Acro-Bat 2                 | Mega Drive, Super Nintendo                                              |
| 1994 | The Pirates of Dark Water           | Mega Drive                                                              |
| 1994 | NBA Jam                             | Sega CD, Game Gear, Mega Drive, Super Nintendo                          |
| 1994 | Side Pocket                         | Super Nintendo                                                          |
| 1995 | Might and Magic III: Isles of Terra | Super Nintendo                                                          |
| 1995 | NBA Jam Tournament Edition          | PlayStation, Mega Drive, Super Nintendo                                 |
| 1995 | NFL Quarterback Club                | Mega Drive, Super Nintendo                                              |
| 1995 | Frank Thomas Big Hurt Baseball      | Windows, PlayStation, Mega Drive, Sega Saturn, Super Nintendo           |
| 1995 | NFL Quarterback Club 96             | Windows, Mega Drive, Sega Saturn, Super Nintendo                        |
| 1996 | College Slam                        | Game Boy, Windows, PlayStation, Mega Drive, Sega Saturn, Super Nintendo |
| 1996 | NFL Quarterback Club 97             | PlayStation, Sega Saturn                                                |
| 1996 | Batman Forever: The Arcade Game     | PlayStation, Sega Saturn                                                |
| 1997 | All-Star Baseball                   | PlayStation, Sega Saturn                                                |
| 1997 | Turok: Dinosaur Hunter              | Windows, Nintendo 64                                                    |
| 1997 | NFL Quarterback Club 98             | Nintendo 64                                                             |
| 1998 | NHL Breakaway 98                    | Nintendo 64                                                             |
| 1998 | All-Star Baseball 99                | Nintendo 64                                                             |
| 1998 | Forsaken 64                         | Nintendo 64                                                             |
| 1998 | Iggy’s Reckin' Balls                | Nintendo 64                                                             |
| 1998 | NFL Quarterback Club 99             | Nintendo 64                                                             |
| 1998 | NHL Breakaway 99                    | Nintendo 64                                                             |
| 1998 | NBA Jam 99                          | Nintendo 64                                                             |
| 1998 | South Park                          | Windows, Nintendo 64                                                    |
| 1998 | Turok 2: Seeds of Evil              | Windows, Nintendo 64                                                    |
| 1999 | All-Star Baseball 2000              | Nintendo 64                                                             |

### Als Acclaim Studios Austin
| Jahr        | Titel                          | Plattform                                    |
| ----------- | ------------------------------ | -------------------------------------------- |
| 1999        | South Park: Chef’s Luv Shack   | Dreamcast, Windows, Nintendo 64, PlayStation |
| 1999        | Turok: Rage Wars               | Nintendo 64                                  |
| 2000        | Turok 3: Shadow of Oblivion    | Nintendo 64                                  |
| 2001        | All-Star Baseball 2002         | GameCube, PlayStation 2                      |
| 2001        | NFL QB Club 2002               | GameCube, PlayStation 2                      |
| 2002        | All-Star Baseball 2003         | GameCube, PlayStation 2, Xbox                |
| 2002        | Turok: Evolution               | GameCube, Windows, PlayStation 2, Xbox       |
| 2003        | Vexx                           | GameCube, PlayStation 2, Xbox                |
| 2003        | All-Star Baseball 2004         | GameCube, PlayStation 2, Xbox                |
| 2003        | NBA Jam                        | PlayStation 2, Xbox                          |
| 2004        | All-Star Baseball 2005         | PlayStation 2, Xbox                          |
| 2004        | Showdown: Legends of Wrestling | PlayStation 2, Xbox                          |
| Eingestellt | The Red Star                   | PlayStation 2, Xbox                          |
| Eingestellt | 100 Bullets                    | PlayStation 2, Xbox                          |